# リングマガジン カムバック・オブ・ザ・イヤー
リングマガジンのカムバック・オブ・ザ・イヤー (Comeback of the year) は、アメリカ合衆国のボクシング雑誌リングマガジンの選定する年間最高の復活賞である。

## カムバック・オブ・ザ・イヤー

### 1980年代
- 1980年 - 大熊正二
- 1981年 - ジミー・ヤング
- 1982年 - ボビー・チャコン
- 1983年 - ロベルト・デュラン
- 1984年 - マービン・ジョンソン
- 1985年 - ルペ・ピントール
- 1986年 - エドウィン・ロサリオ
- 1987年 - フランキー・デューテ
- 1988年 - マイケル・ドークス
- 1989年 - ロベルト・デュラン(2回目)

### 1990年代
- 1990年 - トニー・ロペス
- 1991年 - ビニー・パジェンサ
- 1992年 - アイラン・バークレー
- 1993年 - ザック・パディラ
- 1994年 - ジョージ・フォアマン
- 1995年 - アズマー・ネルソン
- 1996年 - ダニー・ロメロ
- 1997年 - ヴィンス・フィリップス
- 1998年 - コンスタンチン・チュー
- 1999年 - マイケル・カルバハル

### 2000年代
- 2000年 - ヴァージル・ヒル
- 2001年 - ジョン・マイケル・ジョンソン
- 2002年 - アルツロ・ガッティ
- 2003年 - ジェームズ・トニー
- 2004年 - マルコ・アントニオ・バレラ
- 2005年 - アイク・クォーティ
- 2006年 - オレグ・マスカエフ
- 2007年 - ポール・マリナッジ
- 2008年 - ビタリ・クリチコ
- 2009年 - フロイド・メイウェザー・ジュニア

### 2010年代
- 2010年 - バーナード・ホプキンス
- 2011年 - エリック・モラレス
- 2012年 - 該当者無し
- 2013年 - マルコス・マイダナ
- 2014年 - ミゲール・コット
- 2015年 - バドゥ・ジャック
- 2016年 - アンドレ・ウォード
- 2017年 - サダム・アリ
- 2018年 - タイソン・フューリー
- 2019年 - ジャメル・ヘリング

### 2020年代
- 2020年 - ローマン・ゴンサレス
- 2021年 - キコ・マルチネス
- 2022年 - 寺地拳四朗